# Terron-sur-Aisne
Terron-sur-Aisne település Franciaországban, Ardennes megyében. Lakosainak száma 108 fő (2018. január 1.). Terron-sur-Aisne Les Alleux, Vandy, Voncq és Vrizy községekkel határos.

## Népesség
A település népessége az elmúlt években az alábbi módon változott:
| Lakosok száma | 185  | 144  | 127  | 118  | 114  | 116  | 113  | 108  | 108  | 108  |
|               | 1962 | 1968 | 1982 | 1990 | 1999 | 2008 | 2011 | 2013 | 2017 | 2018 |